# Donax striatus
Espèce
Donax striatus est une espèce de mollusques bivalves de la famille des Donacidae. On le rencontre en Amérique Centrale, dans la région de la mer des Caraïbes.

## Habitat
Donax striatus vit dans les plages balayées par les vagues, dans la zone intertidale. Il apprécie particulièrement les environnements riches en particules organiques.

## Description
Donax striatus est de taille variable, mais ne dépassant généralement pas 35 mm de long. Il peut prendre différentes couleurs, dans les tons blanc, jaune, rose, orange, marron et violet. Il présente souvent des zones concentriques avec différentes nuances de couleur.
Les valves sont généralement triangulaires avec les grandes lignes concentriques et des stries.